# Nomada erythraea
Nomada erythraea är en biart som beskrevs av Dalla Torre 1896. Nomada erythraea ingår i släktet gökbin, och familjen långtungebin. Inga underarter finns listade i Catalogue of Life.